# Hiperconcentración

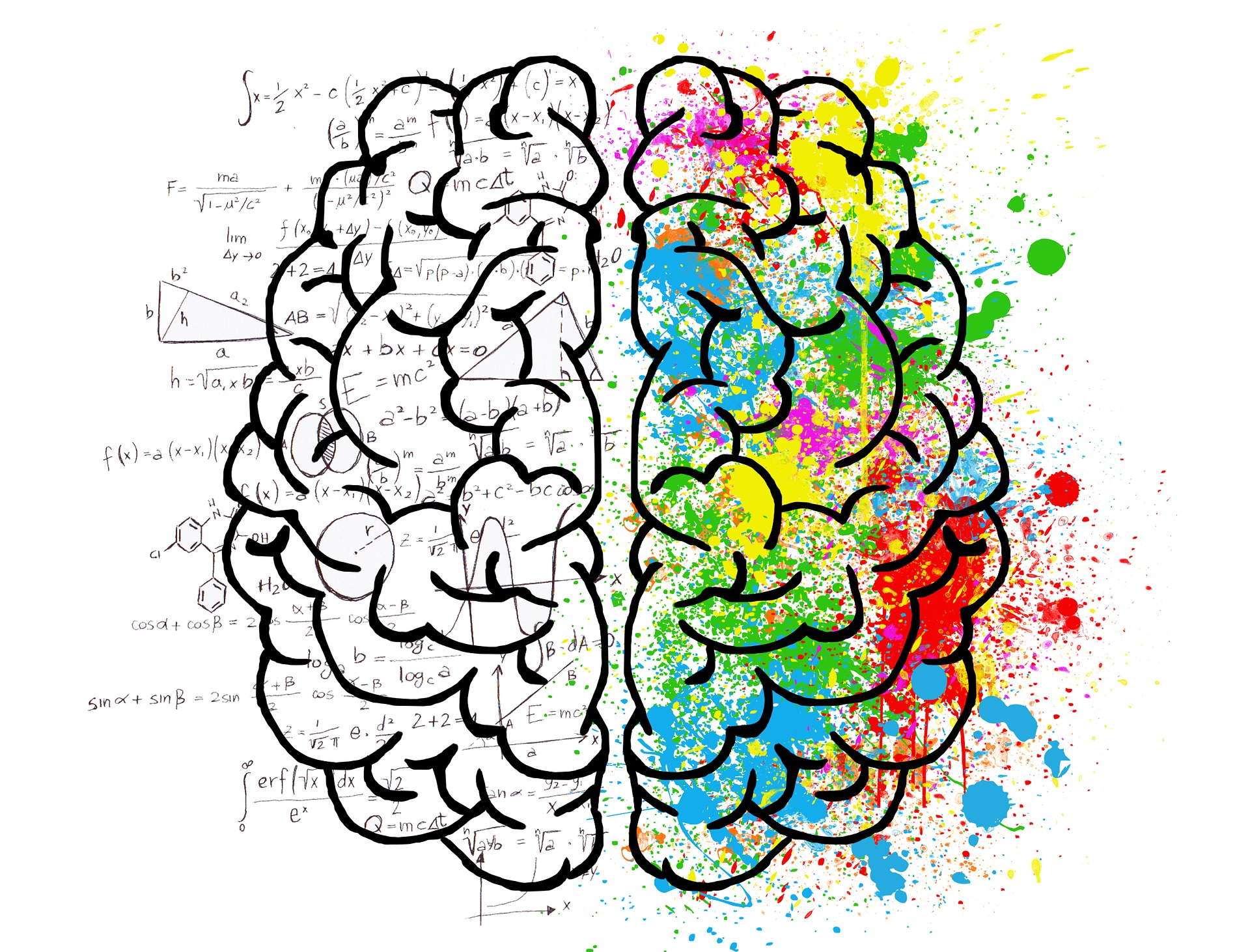
La teoría psicológica en torno a la lateralización del cerebro se ha considerado en torno al hiperfoco como un síntoma de salud mental. Se está estudiando, pero no está probado empíricamente.

Hiperconcentración es una forma intensa de concentración mental o visualización que se enfoca en un tema limitado o más allá de la realidad objetiva y dentro de planos mentales, conceptos e imaginación subjetivos y otros objetos de la mente. Puede decirse que es un diagnóstico psiquiátrico, una distracción de la realidad, ya que puede ser un síntoma de trastorno por déficit de atención con hiperactividad (TDAH) o de trastorno del espectro autista.

## Interpretación
Desde una perspectiva de neurodiversidad, la hiperconcentración es una habilidad mental, una expresión natural de la personalidad.[cita requerida] Sin embargo, la hiperconcentración también puede ser sujeto de un diagnóstico psiquiátrico, como distracción de la realidad y como síntoma de trastorno por déficit de atención con hiperactividad (TDAH), desorden de déficit de atención en adultos o desórdenes del espectro de autismo.[cita requerida]

## Debate
El término hiperconcentración no es de uso común entre académicos, y rara vez aparece en artículos revisados conjuntamente.[cita requerida] Sin embargo, términos relacionados como concentración, absorción y «atención enfocada» son ampliamente usados.[cita requerida]
Un aspecto positivo de la hiperconcentración es la habilidad de usar el desapego de la mentalidad ordinaria para crear nuevos enfoques a situaciones familiares.[cita requerida] También puede mejorar la velocidad de aprendizaje y comprensión.[cita requerida]
Por otro lado, a veces representa un reto para la enseñanza común y crianza. Escuelas y padres generalmente esperan obediencia de los niños y los recompensan por ello, pero niños hiperconcentrados no siempre cooperan bajo estas circunstancias.[cita requerida] Esto puede ser superado con inversiones de tiempo y esfuerzo por el profesor o padre, pero no siempre es posible pasar mucho tiempo con un niño en un ambiente típico de salón de clases.[cita requerida]
El desafío en la hiperconcentración puede venir porque puede estar dirigida en una tarea que no necesariamente es la prioritaria sino la que resulta más interesante o novedosa para la persona con TDAH en ese momento, por ejemplo entregar un trabajo para el día siguiente, por lo que en algunos casos puede dificultar la correcta priorización de las tareas.

## Percepciones psiquiátricas
La psiquiatría describe solo los aspectos de distracción de la hiperconcentración, refiriéndose al TDAH como «falta de atención e impulsividad». La hiperconcentración no es reconocida por el Manual de Diagnóstico y Estadístico de Desórdenes Mentales (DSM-IV-TR) y no existe ningún artículo usando el término en PubMed.[cita requerida]
Además de hiperconcentración, varias habilidades especiales se han sugerido que ocurren en torno al TDAH, incluyendo vigilancia, prontitud de respuesta, entusiasmo y flexibilidad.[cita requerida] Pero la investigación actual en TDAH no reconoce estas características. Creatividad ampliada también ha sido sugerida, pero mediciones formales de esto no son más altas en niños con TDAH que en grupos de control.[cita requerida]
De todas formas, la investigación psiquiátrica sugiere que hay varias razones para la persistencia de la noción de que personas con TDAH tienen la habilidad de hiperconcentrarse, tal como la bien reconocida comorbilidad de TDAH con desórdenes en el espectro de autismo, entre los que se cuenta la concentración excesiva. Se encuentran habilidades especiales en algunas personas con TDAH, así que es fácil generalizar de esta minoría hacia el grupo entero.[cita requerida] EL TDAH a veces es referido como un desorden muy común (afectando 4-8 % de niños en edad escolar), pero primariamente determinado genéticamente.[cita requerida]
La psiquiatría profesional no descarta completamente la existencia de la hiperconcentración, ya que muchos adultos con TDAH atribuyen logros en sus vidas a esta habilidad mental.[cita requerida] Debido a que el TDAH en adultos es relativamente una nueva área de aprendizaje en comparación con la condición en los niños, muchos profesionales de la salud mental piensan que la hiperconcentración es un aspecto de TDAH adulto que no es bien entendido y merece una investigación más a fondo.[cita requerida]
Desde un punto de vista médico, se piensa que la hiperconcentración es resultado de niveles anormalmente bajos de dopamina, un neurotransmisor que es particularmente activo en lóbulos frontales del cerebro.[cita requerida] Esta deficiencia de dopamina hace difícil «meter cambios» para afrontar tareas aburridas, pero necesarias.

### TDAH

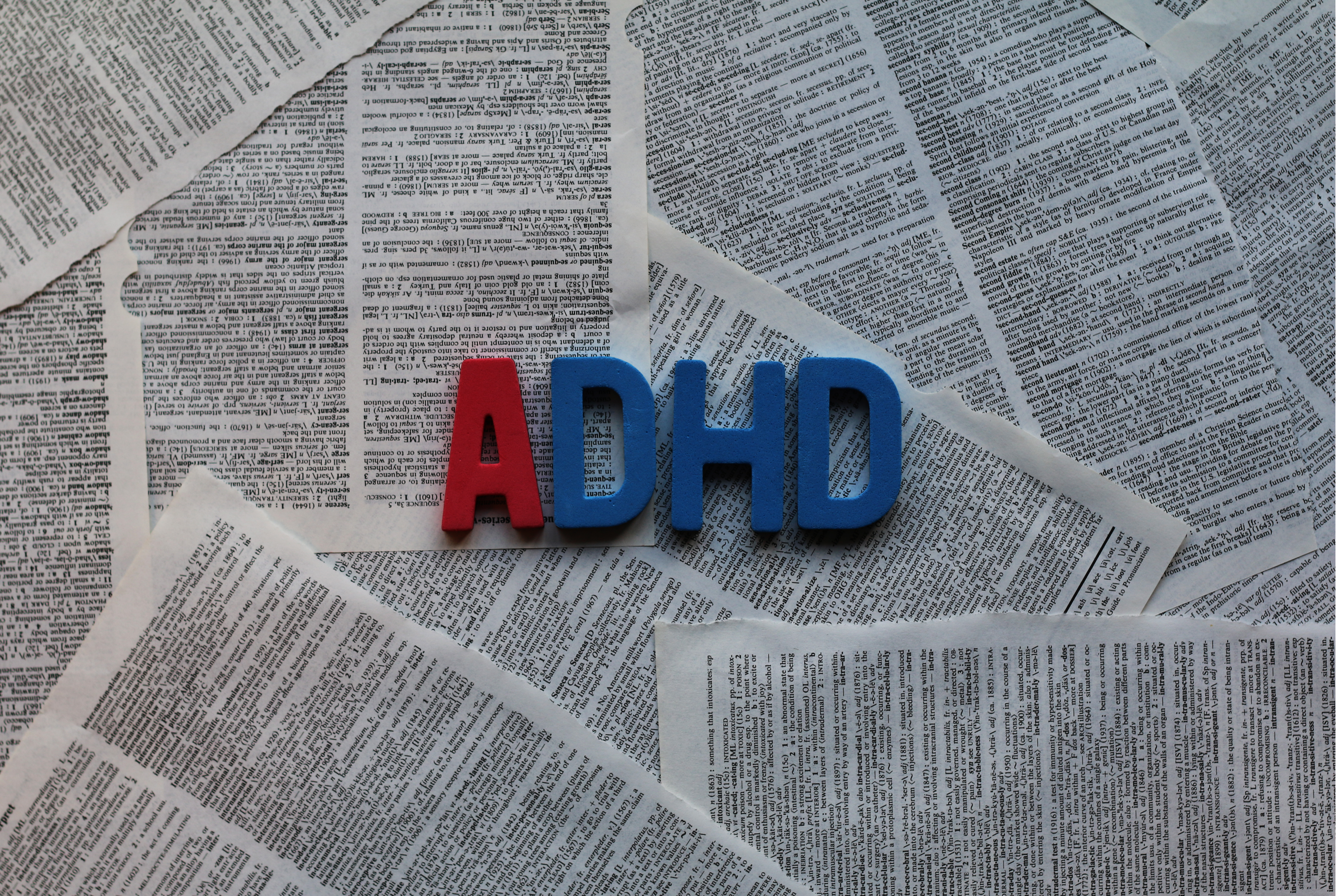
Las personas con TDAH pueden encontrar difícil la organización (como con el papeleo), pero pueden sacar nota por encima de la media en otras cosas interesantes como el arte.

En el TDAH, la formulación y el pensamiento suelen ser más lentos que otras personas y pueden ser «de largo aliento o tangenciales». Estos síntomas de falta de atención ocurren dualmente con lo que se ha denominado «hiperenfoque» en la Declaración de Consenso Europeo de 2019 sobre TDAH en adultos. La concentración excesiva o el hiperfoco a menudo se producen si la persona encuentra algo «muy interesante y/o proporciona una gratificación instantánea, como uso de medios digitales y juegos de computadora de salud mental o chat en línea. Para tales actividades, concentración puede durar horas y horas, de manera muy concentrada».
Existe además un problema con el nombre del trastorno, la sintomatología y los estereotipos del TDAH, ya que las personas con TDAH no poseen una diferencia en la capacidad de la atención, sino en su regulación, la dificultad se encuentra en ser capaces de «dirigir» la atención propia a voluntad (una función ejecutiva del lóbulo frontal). Por eso las personas con TDAH pueden prestar atención cuando algo les interesa, pero a diferencia de las personas sin TDAH, tienen dificultades con aquellas que no les interesan aunque sean importantes y esta dificultad no se debe a una falta de autodisciplina.
Las condiciones que probablemente se confunden con el hiperfoco a menudo involucran la repetición de pensamientos o comportamientos como trastorno obsesivo-compulsivo (OCD), trauma, y algunos casos de lesión cerebral traumática.

### Autismo
Dos síntomas principales del Trastorno del espectro autista (TEA) incluyen sonidos o movimientos repetitivos y fijación en varias cosas, incluidos temas y actividades. La hiperconcentración en el contexto del TEA también se conoce como la incapacidad de redirigir pensamientos o tareas a medida que cambia la situación (flexibilidad cognitiva).
Una explicación sugerida para la hiperconcentración en personas con TEA es que la actividad en la que están hiperconcentradas es predecible. La aversión a las situaciones impredecibles es una característica de los TEA, mientras se concentran en algo predecible, tendrán problemas para cambiar a una tarea que es impredecible.

### Esquizofrenia
La Esquizofrenia es una condición mental caracterizada por una desconexión de la realidad, que incluye delirios de grandeza, pensamiento desorganizado y comportamiento social anormal. Recientemente, el hiperenfoque ha llamado la atención como parte de los síntomas cognitivos asociados con el trastorno. En este uso, el hiperenfoque es un enfoque intenso en el procesamiento de la información frente a ellos. Esta hipótesis sugiere que la hiperconcentración es la razón por la que las personas que padecen esquizofrenia experimentan dificultades para distribuir su atención entre múltiples cosas.

### Psicopatía
Algunas investigaciones han demostrado que los psicópatas se concentran demasiado en obtener una recompensa y como resultado, su capacidad para usar señales contextuales, castigos o información contextual para ajustar su comportamiento puede verse afectada.[cita requerida] Además, desarrollan una visión de túnel bloqueando cualquier estímulo (como el miedo a alcanzar el objetivo).[cita requerida]